# In the Mist
In the Mist ist ein, seit 2002 aktives, von Stijn van Cauter gegründetes Solo-Musikprojekt dessen Stil dem Ambient, Drone Doom und Dark Ambient zugerechnet wird.

## Geschichte
Stijn van Cauter initiierte In the Mist als Soloprojekt. Es gilt als eines diverser Nebenprojekte zu van Cauters Hauptband Until Death Overtakes Me. Als In the Mist erschienen das Studioalbum Lost 2002 über van Cauters eigenes Label Nulll Records. Das Projekt ging aus Arbeiten an einem Stück des Projektes Until Death Overtakes Me hervor und behielt den Namen des Stücks In the Mist, vom Album Symphony I - Deep Dark Red bei. Das Album wurde als eines „der besseren Drone-Ambient-Alben“ gelobt. Van Cauter fände „im Kontext von In The Mist die richtige Balance zwischen tiefer Atmosphäre und suggestiver Erzählung“. Im Jahr 2011 stellte van Cauter die Produktion weiterer Musik vorübergehend ein. In the Mist reaktivierte er im Jahr 2018 mit dem Album A Return to the Mist, das als Musikdownload veröffentlicht wurde.

## Stil

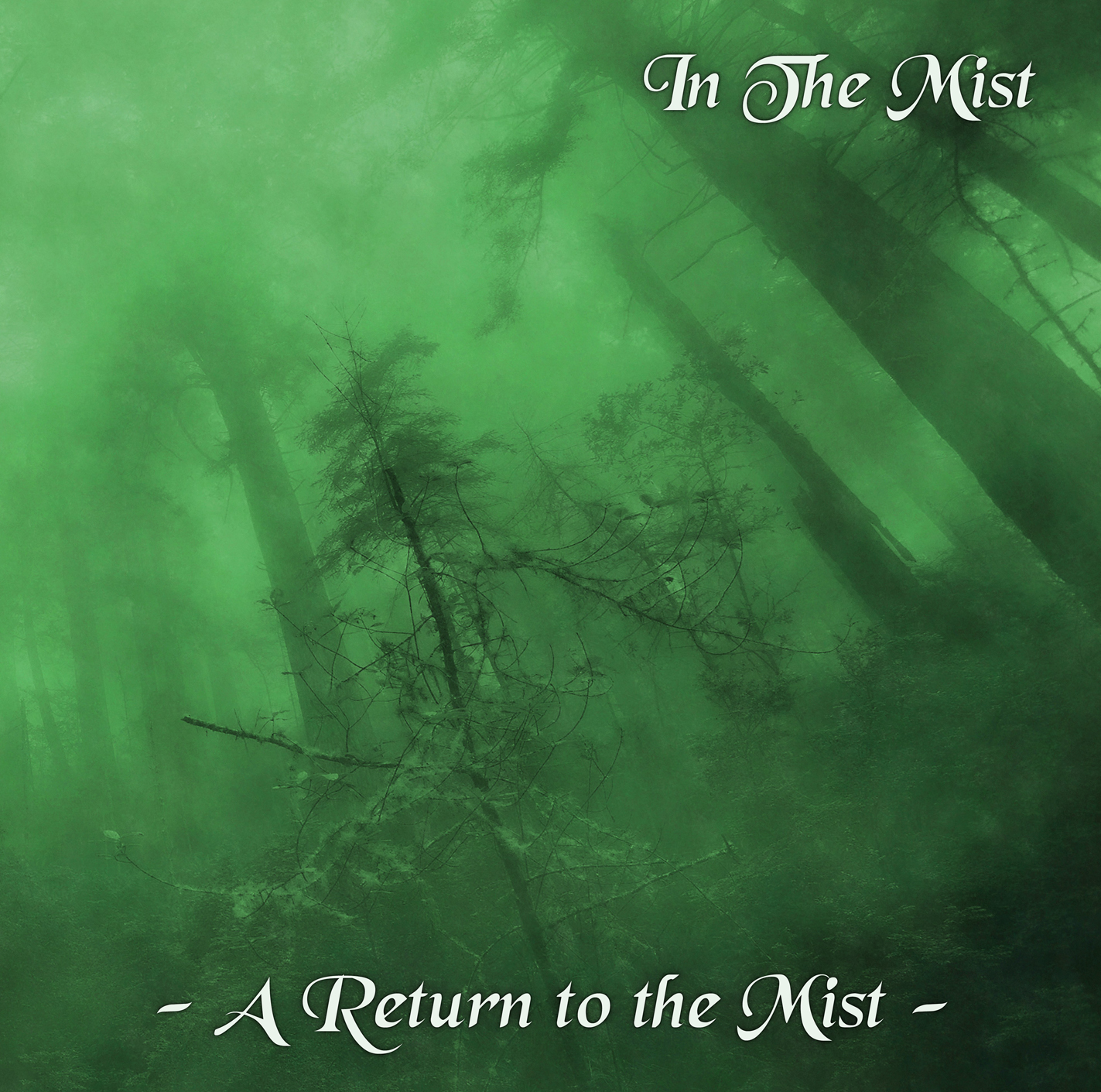
Cover des Albums A Return to the Mist

Die von In the Mist gespielte Musik wird dem Dark Ambient und Drone Doom zugerechnet. Van Cauter beschreibt die Musik als praktizierten Minimalismus in einer Kombination aus Borduns und zurückgenommenen melodischen Fragmente.

„Over ninety percent of its runtime is dominated by an overbearing bass tone fed with overlapping reverb and echo effect. Additional sounds like heavily-echoed guitar plucks and fret rides occasionally pierce the murk, but its long stretches between those islands of musical respite.“

„Über neunzig Prozent der Spieldauer werden von einem überwältigenden Basston dominiert der von überlappenden Hall- und Echoeffekten gespeist wird. Zusätzliche Klänge, wie stark widerhallende Gitarrenanschläge, durchdringen gelegentlich diese Dunkelheit und deren lange Abstände zwischen den Inseln musikalischer Ruhe.“

## Diskografie
- 2002: Lost (Album, Nulll Records, NULLL 009)
- 2018: A Return to the Mist (Album, Void Overflow)
- 2025:  All Paths End (Download-Single, Void Overflow)